# Jakid al-Adas
Jakid al-Adas (arab. ياقد العدس) – miejscowość w Syrii, w muhafazie Aleppo. W 2004 roku liczyła 2117 mieszkańców.